# Котлярский, Марк Ильич
Марк Ильич Котлярский (род. 21 октября 1956, Баку) — русский, советский, позже израильский писатель, поэт, драматург и публицист.

## Биография

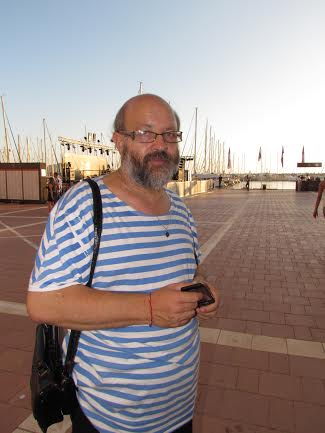

Родился в Баку, окончил факультет журналистики Азербайджанского государственного университета, работал в газетах «Каучук», «Коммунист Сумгаита», публиковался с многочисленными заметками и репортажами в газетах «Бакинский рабочий», «Вышка», «Молодежь Азербайджана».
В 1983-м году переехал в Ленинград, работал репортером в газете «Моряк Балтики», сотрудничал с различными региональными и всесоюзными изданиями, публиковался в журнале «Нева» и литературных альманахах.
В 1990 г. репатриировался вместе с семьей в Израиль. Работал репортером ряда израильских русскоязычных СМИ, в том числе ведущим репортером газеты «Вести».
С 2003 по 2013 г. работал в качестве пресс-секретаря партии «Наш дом Израиль».
С 2013 по 2018  год работал собственным корреспондентом «Радио Чикаго».
С 2018 по 2023 год — репортер и обозреватель новостного ресурса «Детали».
С 2019 года ведет собственный канал  "Марк Котлярский" в социальной сети Телеграмм, насчитывающий более 20 тысяч подписчиков, освещая вопросы культуры, политики, бизнеса и науки.

Выступает как постоянный приглашенный эксперт на радио Бизнес FM, телеканалах Апостроф, ИТОН-ТВ и многих других.
С 2023 года избран председателем Союза русскоязычных писателей Израиля.
Поэт, литератор, публицист Гершон Трестман считает творчество Марка Котлярского одним из самых ярких явлений зарубежной русскоязычной прозы.

## Творчество
В 2000 г. вместе с израильским коллегой Петром Люкимсоном выпустил исторический триллер «Ангелы в поисках рая»; в 2005 г. в Санкт-Петербурге была издана другая их книга, «Евреи и секс» (в 2008 г. была издана расширенная и изменённая версия этой книги — «Тайны еврейского секса»).
В 2006 г. в Тель-Авиве вышла книга публицистики М. Котлярского «Жизнь занимательных людей»;
В 2008 г. (вместе с журналистом Александром Майстровым) опубликовал документальное исследование «Еврейская Атлантида. Тайна пропавших колен». В том же году в издательстве «Алетейя» (Санкт-Петербург) была издана книга прозы М. Котлярского «Волчьи ворота» (в 2009 г. эта книга попала в лонг-лист Бунинской премии).
В 2011 вышла книга «Тихий Дон Жуан» — психологический практикум.
В 2012 — в издательстве «Алетейя» вышла книга прозы и эссе «Непрерывность текста».
В 2013-м издательство «Алетейя» выпустило книгу путевых размышлений М.Котлярского — «Путеводная пыль»; в этом же году в Финляндии в переводе на финский язык вышла книга М.Котлярского и А.Майстрового «Еврейская Атлантида: в поисках пропавших колен»

### Книги
- «Ангелы в поисках рая» (приключенческий роман, вместе с Петром Люкимсоном). Санкт-Петербург, 2000

- «Евреи и секс» (научно-популярное издание, вместе с Петром Люкимсоном), Петербург, 2005[12][13]

- «Жизнь занимательных людей» (книга публицистики), Тель-Авив, 2006

- «Тайны еврейского секса» (научно-популярное издание, вместе с Петром Люкимсоном), Ростов-на-Дону, 2008, Литрес, 2017[14]

- «Еврейская Атлантида. Тайна пропавших колен» (книга очерков, вместе с Александром Майстровым), 2008[15]
- «Еврейская Атлантида. Тайна пропавших колен», Финляндия, 2013

- «Волчьи ворота» (книга прозы), Санкт-Петербург, Алетейя, 2008 (в 2009 г. эта книга попала в лонг-лист Бунинской премии)[6]

- «Тихий Дон Жуан» (психологический практикум), Ростов-на-Дону, 2011

- «Непрерывность текста» (книга прозы и эссе), Санкт-Петербург, 2012

- «Путеводная пыль» (книга прозы и эссе), «Алетейя» Санкт-Петербург, 2013[11][16]

- «Тот, кто не читал Сэлинждера» (книга новелл). СПБ, изд. «Лимбус-пресс», 2015[6][17]

- «Призрак на пороге» (роман), 2017[18]

- «Вокруг меня, или 100 писем, извлеченных из Фейсбука». Litres, 2017, ISBN 5040364601

- Пересечение снов. Litres, 2018, ISBN 5040404557

- «От предписаний Талмуда до половых заповедей пролетариата» (вместе с Петром Люкимсоном — изд. Ломоносовъ, Москва, 2018

- «Ведьмина гора» (маленькие романы), Лимбус-пресс, Санкт-Петербург, 2019

- «Петербургская поэма»  (книга стихов), Лимбус-пресс, Санкт-Петербург, 2020

### Антологии
- «День поэзии 2010»[19]
- «Человек на земле» 2013

### Пьесы
Михаил Котлярский — автор двадцати пьес, часть из которых («Рика и тени», «Блюз уходящего дня», «Женщина Света») была поставлена в Израиле и в России.
- «Белый квадрат, чёрная пурга», 2015[21][17]
- «Блюз уходящего дня»[22][23]

- «Женщина Света»[20]

- «Мужчина (один), женщина (одна)», 2013[21]

- «Невеста для раввина»[24]

- «Поезд на все четыре стороны», 2014[21]
- «Рика и её тени»[22][11][25]

### Публицистика, экспертиза
(неполный список)
- «7 дней» (США) ()
- «9 канал (Израиль)»
- «Детали»
- «Русская планета»